# لوسيانا دورانتي
لوسيانا دورانتي هي باحثة نظرية في علم الأرشفة، وأستاذة فخرية بصفة ما بعد التقاعد في مجالي علم الأرشفة و,علم الوثائق في جامعة كولومبيا البريطانية، مدرسة المعلومات (iSchool) في فانكوفر، كندا. تُعدّ من أبرز الخبراء في الديبلوماتيكا (علم الوثائق) والسجلات الإلكترونية. منذ عام 1998، تشغل منصب مديرة مشروع البحوث حول السجلات الإلكترونية InterPARES (البحوث الدولية حول السجلات الأصلية الدائمة في الأنظمة الإلكترونية).
طرحت دورانتي مفهوم الرابطة الأرشيفية، الذي كان قد طُرح أولاً من قبل الأرشيفي الإيطالي جورجيو تشينشتي عام 1937.

## التعليم
المصدر:
- دكتوراه فخرية في العلوم، جامعة ميد السويد، 2019
- بكالوريوس في اللغة الفرنسية، المدرسة الدولية للغة والحضارة الفرنسية، 1979
- دبلوم في الأرشفة (يعادل درجة الماجستير)، مدرسة أرشيف الدولة في روما، 1979
- دكتوراه في الأرشفة والباليوغرافيا، المدرسة الخاصة للأرشيفيين وأمناء المكتبات، جامعة روما، 1975
- درجة "دوتوريسا إن ليتره" (ماجستير في الآداب)، جامعة روما، 1973

## الانتماءات
شغلت دورانتي مناصب عدة في جمعية الأرشيفيين الكنديين وجمعية الأرشيفيين الأمريكيين. وتولت رئاسة جمعية الأرشيفيين الأمريكيين من عام 1998 حتى 1999، ورئاسة جمعية الأرشيفيين الكنديين من 2017 حتى 2018.
كما أنها الباحثة الرئيسية في عدة مشاريع بحثية، منها مشروع "السجلات في السحابة".
وقد شغلت أيضاً منصب الرئيسة المشاركة للجنة التوجيهية لأرشيفات كندا.

## الجوائز
- زميلة، جمعية الأرشيفيين الكنديين، 2014[7]
- جائزة إيميت ليهي، 2006[8]
- زميلة، جمعية الأرشيفيين الأمريكيين، 1998[9]

## قائمة مختارة من المؤلفات
نشرت دورانتي العديد من الأعمال في مجال الديبلوماتيكا الأرشيفية والنظرية الأرشيفية، وقدمت أبحاثها ونظرياتها في مؤتمرات وندوات علمية على مستوى العالم.
- Duranti، Luciana (1998). Diplomatics: New Uses for an Old Science. Scarecrow Press. ISBN:9780810835283.
- Duranti، Luciana؛ Franks، Patrica، المحررون (2015). Encyclopedia of Archival Science. Rowman&Littlefield. ISBN:978-0-8108-8810-4. مؤرشف من الأصل في 2025-01-24.
- Duranti، Luciana؛ Rogers، Corinna، المحررون (2019). Trusting Records in the Cloud: the creation, management, and preservation of trustworthy digital content. London: Facet Publishing. ISBN:9781783304028.